# リチャード・ベンジャミン
リチャード・ベンジャミン （Richard Benjamin, 1938年5月22日 - ）は、アメリカ合衆国ニューヨーク出身の俳優・映画監督。

## フィルモグラフィー

### 出演
- さよならコロンバス Goodbye, Columbus (1969)
- キャッチ=22 Catch-22 (1970)
- わが愛は消え去りて（英語版） Diary of a Mad Housewife (1970)
- 実験結婚 The Marriage of a Young Stockbroker (1971)
- 教授の異常な体験 The Steagle (1971)
- シーラ号の謎 The Last of Sheila (1973)
- ウエストワールド Westworld (1973)
- サンシャイン・ボーイズ（英語版） The Sunshine Boys (1975) ※ゴールデングローブ賞 助演男優賞受賞
- シドニー殺人指令 No Room to Tun (1978)
- ドラキュラ都へ行く Love at First Bite (1979)
- ひと妻窃盗団 How to Beat the High Co$t of Living (1980)
- 新・14日の土曜日 Saturday the 14th (1981)
- モリー・リングウォルドの 恋する年頃 Packin' It In (1983)
- 地球は女で回ってる Deconstructing Harry (1997)
- ペンタゴン・ウォーズ The Pentagon Wars (1998)
- マーシーX フレンズ以上、恋人未満!? Marci X (2003)
- ヘンリー・プールはここにいる 〜壁の神様〜 Henry Poole Is Here (2008)

### 監督
- 月を追いかけて（英語版） Racing with the Moon (1984)
- シティヒート City Heat (1984)
- マネー・ピット The Money Pit (1986)
- リトル・ニキータ Little Nikita (1988)
- 花嫁はエイリアン My Stepmother Is an Alien (1988)
- ダウンタウン Downtown (1989)
- 恋する人魚たち Mermaids (1990)
- メイド・イン・アメリカ Made in America (1993)
- ミルク・マネー Milk Money (1994)
- くちづけはタンゴの後で Mrs. Winterbourne (1996)
- ペンタゴン・ウォーズ（英語版） The Pentagon Wars (1998)
- マーシーX フレンズ以上、恋人未満!?（英語版） Marci X (2003)
- 新・グッバイガール The Goodbye Girl (2004) - 製作兼任
- 殺人なんて些細なこと（英語版） A Little Thing Called Murder (2006)